# Карагуш
Карагу́ш (рос. Карагуш, башк. Ҡарағош) — село у складі Стерлібашевського району Башкортостану, Росія. Входить до складу Карагуської сільської ради.
Населення — 567 осіб (2010; 658 в 2002).
Національний склад:
- татари — 90%